# Delfino (nuoto)
Il delfino è uno stile del nuoto evoluto dalla farfalla (nome che conserva a livello agonistico). Il termine a cui il regolamento tecnico FIN fa riferimento è comunque quello di farfalla (butterfly in inglese).

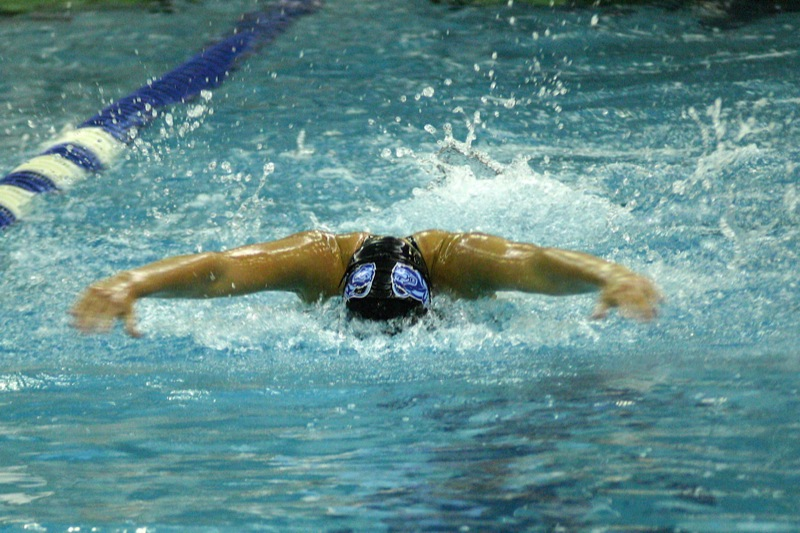
La bracciata a delfino

## Storia
La farfalla nacque come evoluzione della rana, nel momento in cui gli atleti si resero conto che recuperare le braccia fuori dall'acqua piuttosto che sotto il suo livello aumentava la velocità. Nel momento in cui quasi nessuno nuotava più secondo lo stile canonico, fu introdotta la regola secondo la quale nella rana era vietato sollevare le mani sopra il livello dell'acqua (regola mutata solo negli anni ottanta, limitata però solo all'azione degli avambracci) e conseguentemente fu codificato questo nuovo stile.
Lo stile delfino nasce storicamente come evoluzione della farfalla, che si differenziava soprattutto nell'azione della gambata: nella farfalla, infatti, le gambe si muovevano come nella rana, e per ogni bracciata era effettuata solo una gambata. In seguito, la FINA proibì la gambata a rana, eccetto che nelle gare master, permettendo per gli agonisti solo la gambata dall'alto verso il basso, con le gambe unite e sincrone. 

## Descrizione del movimento
La totalità dei movimenti previsti dal delfino segue una sorta di onda che origina dall'oscillazione del capo per spostarsi progressivamente, sul tronco sul bacino e sulle gambe. Ne consegue che il capo si troverà sempre in anticipo rispetto al corpo (esempio: fuoriesce prima che inizi il recupero delle braccia e si rivolge verso l'acqua all'incirca a metà di quest'ultima). Si effettua mantenendo il corpo in posizione prona (cioè con la pancia rivolta verso il basso): il tronco e le spalle vanno tenuti in linea con la superficie e tutti i movimenti che vengono compiuti dopo la partenza, sia dagli arti inferiori sia da quelli superiori, devono essere eseguiti sullo stesso piano orizzontale. Durante ogni ciclo di bracciata si eseguono due tipi differenti di gambate, una più ampia e una che presenta minor escursione degli arti inferiori. La prima viene effettuata per contrastare lo sbilanciamento causato dall'azione subacquea della bracciata (gambata stabilizzante) la seconda solo per ottenere un ulteriore avanzamento (gambata propulsiva). Una volta raggiunta la tecnica elementare, molta dell'efficacia propulsiva di questo stile è da ricercarsi nell'armonia, nella coordinazione del movimento e nell'orizzontalità sull'acqua.

### Bracciata
Possiamo scomporre la bracciata dello stile delfino in cinque fasi quali l'appoggio o presa, la trazione, la spinta, l'apertura e il recupero. 
- Appoggio/presa: le mani entrano in acqua simultaneamente, davanti alla testa con una leggera flessione del gomito e del polso;
- Trazione: le braccia si muovono similmente come nella rana, fino a una profondità di 20-30 centimetri percorrendo una traiettoria verso il fuori;
- Spinta: quando le mani sono arrivate all'altezza delle spalle si sposta il vettore di spinta verso l'interno fino a quando le mani non arrivano a toccarsi sotto l'addome;
- Apertura: successivamente le mani ruotano di 180 gradi e spingono verso il fuori;
- Recupero: una volta che le mani sono in superficie, inizia la fase di recupero aerea che consiste nel riportare le braccia, appena al di sopra del pelo dell'acqua, a immergersi davanti alla testa, leggermente interne rispetto alla linea delle spalle per iniziare un nuovo ciclo. In questa fase i pollici si rivolgono verso il davanti e i gomiti si inarcano leggermente a imitare le ali degli uccelli.

### Movimento delle gambe
La gambata invece consiste in un movimento ondulatorio (da qui il nome "delfino") che fa immergere prima le ginocchia leggermente flesse, poi i piedi (fase discendente). Poi le gambe tornano in superficie seguendo sempre il movimento ondulatorio (fase ascendente). La gambata non deve mai avvenire in maniera spezzata, cioè con le ginocchia eccessivamente flesse. È da rimarcare che la gambata a delfino grazie al connubio di muscoli che è in grado di coinvolgere (vedi tecnica) e alla superficie che espone all'acqua sembra configurarsi come il gesto più propulsivo della tecnica del nuoto. Essa viene infatti impiegata nelle fasi subacquee (fasi che seguono la virata e il tuffo) di tutti gli stili, e in particolare molti atleti di livello la sostituiscono al crawl per quasi un quarto delle gare in vasca lunga e quasi metà delle gare in vasca corta, indicativamente 15 metri per vasca. Tuttavia per ottenere un tale risultato è necessaria una spiccata sensibilità sull'acqua e un'esecuzione impeccabile del movimento ondulatorio del corpo. La gambata in subacquea prevede che le mani siano sovrapposte in posizione di torpedine e le braccia iperdistese in modo che il movimento ondulatorio progressivo del corpo venga scaricato unicamente sugli arti inferiori e che non coinvolga la parte superiore del busto, il quale deve rimanere il più fermo possibile.

### Coordinazione
Per ogni bracciata si effettuano due gambate, una in fase di appoggio (nel momento in cui le mani entrano in acqua), e una in fase di spinta avanzata (circa a metà della fase subacquea della bracciata). La respirazione non va effettuata contemporaneamente ai colpi di gambe e deve terminare prima che le braccia finiscano la fase di recupero. La respirazione può essere indifferentemente effettuata frontalmente o lateralmente, anche se questa versione è effettuata da atleti agonisti molto esperti (Franck Esposito, già primatista europeo, o il russo Denis Pankratov).
Fondamentale è riuscire a effettuare ogni fase spostandosi descrivendo un'onda che si sviluppa dalla superficie fino a 30–50 cm sott'acqua: indispensabile è oscillare con il bacino nel senso alto-basso con un'armonia e una fluidità che si devono diffondere anche in gambe e braccia. In sostanza più la nuotata è armonica più è efficace e meno faticosa. Si tratta dello stile più difficile, non perché comporti dei movimenti meno naturali per l'uomo, bensì perché viene insegnato più tardi nelle scuole di nuoto. Poiché per effettuare correttamente la nuotata è necessario sfruttare al meglio la spinta delle braccia e avere degli ottimi tempismo e coordinazione globale, si tratta dello stile che viene svolto più raramente a livello amatoriale, per lo più solo dai nuotatori maggiormente esperti.
I nuotatori non esperti quando si cimentano con questo stile trovano, come conseguenza della loro scarsa abilità, difficoltà nell'effettuare la respirazione, il che causa immediatamente un affaticamento che peggiora ulteriormente la situazione.

## Didattica
Il primo requisito per avvicinarsi a questo stile è essere in grado di riprodurre il movimento ondulatorio del corpo, lasciando che quest'ultimo sia guidato dai movimenti del capo e del petto. Esercitazioni:
- mantenere le braccia lungo i fianchi; effettuare il movimento ondulatorio del delfino facendo seguire alle oscillazioni della testa un'ondulazione che si sposti progressivamente, sul tronco sul bacino e sulle gambe (da mantenere unite come è proprio del delfino);
- effettuare gambate a delfino con l'ausilio della tavoletta. Appoggiare le mani appena oltre il centro della tavola scaricandovi progressivamente il peso del corpo. Ad ogni nuovo appoggio del corpo seguirà quindi il movimento sopra descritto (mantenere questa volta la testa fuori dall'acqua);
- coordinare l'azione subacquea della bracciata con quella del movimento oscillatorio del busto e degli arti inferiori fin qui descritto. Nuotare a delfino eseguendo il recupero della bracciata con le mani adese al corpo;
- eseguire alcune gambate sott'acqua in posizione prona (con la pancia verso il fondo) e a torpedine, in modo da sensibilizzare la propria percezione sulle masse d'acqua spostate;
- nuotare a delfino con un braccio solo (mantenere l'altro fermo davanti alla testa). Respirare dal lato del braccio in movimento e recuperare il suddetto arto mantenendolo disteso e basso sull'acqua fino a ottenere una discreta coordinazione tra la bracciata e il movimento del corpo;
- eseguire il delfino completo effettuando una pausa ogni 3 bracciate, senza inizialmente eseguire la respirazione.

Da tener presente: ogni qual volta si recuperi il braccio a delfino è necessario mantenere l'arto disteso e rivolgere i pollici in avanti e i gomiti leggermente flessi a imitazione delle ali degli uccelli.

## Aspetti usuranti e infortuni più frequenti
L’aspetto usurante principale per un nuotatore riguarda la cuffia dei rotatori. Sono molti i fattori determinanti. Studi scientifici rilevano che l’arto superiore di un nuotatore compia circa 2 milioni di bracciate l’anno. Movimenti intrarotatori, adduzione dell’arto superiore e posizione del gomito in fase di trazione subacquea comportano infiammazioni e lesioni al muscolo e al tendine sovraspinato e ai tendini del bicipite, boristi subacromiali, stiramento del romboide, tendiniti, infiammazioni dell’estensore radiale breve del carpo e aponeurosi dell’estensore comune dell’epicondilo laterale. 
I continui movimenti delle gambe, invece, sono talvolta causa di infiammazione dei tendini estensori del retinacolo.
Un altro aspetto usurante deriva dalla postura in acqua: errata posizione del capo e assetto del corpo in acqua comportano lombalgia, spondilosi, spondilolistesi e la Sindrome di Scheuermann.

## Regolamento tecnico del nuoto
Le regole esatte della FIN / FINA per la "nuotata a farfalla" sono definite in una sezione apposita del regolamento e sono:
- NU 8.1 Dall’inizio della prima bracciata, dopo la partenza e dopo ogni virata, il corpo deve essere tenuto sul petto. Non è permesso ruotare sul dorso in nessun momento a eccezione che nella virata dove, dopo avere toccato la parete, è permessa qualsiasi rotazione a condizione che il corpo, nel momento in cui si stacca dalla parete, sia tornato sul petto.
- NU 8.2 Le braccia devono essere portate contemporaneamente in avanti sopra il livello dell’acqua e indietro sotto il livello dell’acqua, per tutta la competizione, secondo la norma NU 8.5.
- NU 8.3 Tutti i movimenti in su e in giù delle gambe devono essere simultanei. Gambe e piedi non devono necessariamente essere allo stesso livello, ma non sono consentiti movimenti alternati delle une o degli altri. Il movimento del calcio a rana non è permesso.
- NU 8.4 Ad ogni virata e all’arrivo si deve toccare con entrambe le mani separate e simultaneamente sopra, sotto o al livello dell’acqua.
- NU 8.5 Dopo la partenza e dopo ogni virata, è consentito al concorrente effettuare uno o più colpi di gambe e una singola trazione subacquea delle braccia, che deve portarlo alla superficie. Al concorrente è permesso restare in completa immersione per una distanza non superiore a 15 metri, dopo la partenza e dopo ogni virata. Da quel punto, la testa deve avere rotto la superficie. Il concorrente deve rimanere in superficie fino alla successiva virata o all’arrivo.

Sono presenti anche altre limitazioni generali definite in altre parti del regolamento, alcune sono:
- NU 4.4 Ogni concorrente che inizi una partenza prima che il segnale sia stato dato può essere squalificato (“falsa partenza”).

- NU 10.5 In qualsiasi gara un concorrente, nell’effettuare la virata, deve prendere contatto fisico con la parete terminale della vasca o del percorso. La virata deve essere effettuata dalla parete e non è permesso spingersi o slanciarsi dal fondo vasca.

- NU 10.7 Non è permesso tirarsi alla corda o ai galleggianti di delimitazione della corsia.

## Competizioni
Ci sono tre competizioni utilizzate nel nuoto a Delfino, da poter svolgere sia in vasca lunga (50 metri) o corta (25 metri).
- 50 m
- 100 m
- 200m

Il Delfino fa parte anche della gara mista sulle seguenti distanze:
- 100 m misti individuali (solo vasca corta)
- 200 m misti individuali
- 400 m misti individuali
- Staffetta mista 4 × 50 m (solo vasca corta)
- Staffetta mista 4 × 100 m
- Staffetta di genere misto[7] mista 4 × 50 m (solo vasca corta)
- Staffetta di genere misto[7] mista 4 × 100 m

Sia per le dimensioni della vasca che per altre motivazioni non è detto siano presenti tutte le competizioni nei vari eventi sportivi, come Olimpiadi e Campionati.
Ad oggi per i Primati Nazionali e Internazionali, sono riconosciute tutte le precedenti distanze per entrambi i sessi.

## Particolarità
Seppur come gli altri stili il delfino presenti una nuotata elementare e una più tecnica, non si utilizzano differenti didattiche per raggiungere la seconda. Le differenze si manifesteranno con l'aumentare dell'esperienza dell'atleta: precisione nell'esecuzione, armonia nel movimento e orizzontalità sull'acqua.